# Epignoma rudawa
Epignoma rudawa är en insektsart som beskrevs av Irena Dworakowska 1977. Epignoma rudawa ingår i släktet Epignoma och familjen dvärgstritar. Inga underarter finns listade i Catalogue of Life.